# قرش الثور
قرش الثور (بالإنجليزية: Bull shark)‏ ويسمى أيضًا قرش زامبيزي (بالإنجليزية: Zambezi shark)‏ وزامبي (بالإنجليزية: Zambi)‏ وقرش نيكاراغوا (بالإنجليزية: Nicaragua shark)‏ في نيكاراغوا، هو قرش متواجد بكثرة عالميًا، يعيش في الماء الدافئة الضحلة بجانب السواحل وفي الأنهار. يُعرف قرش الثور بسلوكه غير المتوقع، والعنيف أحيانًا. بما أن قروش الثور تتواجد في المياه الضحلة، قد يكونون أخطر نوع من القروش بالنسبة للإنسان. قرش الثور، مع قرش النمر والقرش الأبيض العظيم، هم أكثر أنواع القروش التي تهجم على الإنسان.

## أصل الاسم
الاسم «قرش الثور» (بالإنجليزية: Bull shark)‏ من جسم القرش الممتلئ الشكل والواسع، وأنفه المسطح وسلوكه غير المتوقع وعدوانيته.

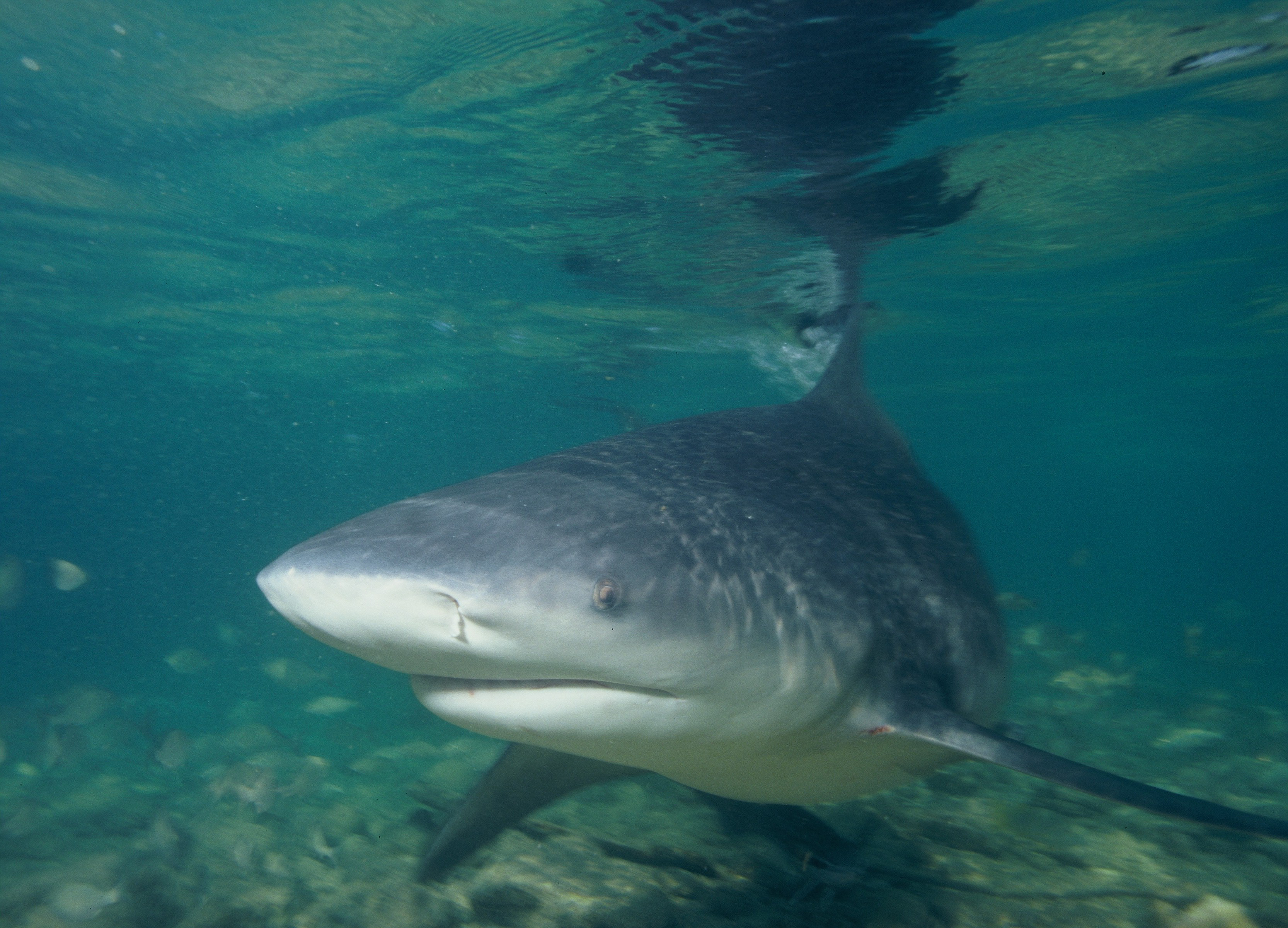
قرش ثور في البهاما

## التغذية
يمتاز قرش الثور بالسرعة والرشاقة، وغالبا ما تكون شهيتها مفتوحة وبإمكانها أكل أي شئ تراه أمامها.
يتغذى قرش الثور على الأسماك العظمية والقروش الأصغر، شاملا قروش ثور أخرى. طعام قروش الثور قد يشمل أيضًا سلاحف، طيور، دلافين، قشريات، وشوكيات الجلد. تُعرف قروش الثور باستعمالها لتقنية «الصدم-والعض» للهجوم على فريستهم. أسماك قرش الثور هادئة نسبيا، ولكن بإمكانها أن تصبح فجأة عنيفة وتبدأ في ضرب الغواصين.

## التزاوج
تتعرف قروش الثور في أواخر الصيف وأوائل الخريف، وبكثرة في الماء المسوس المتواجد في أفواه الأنهار. بعد الحمل لإثنا عشر شهرًا، يمكن لأنثى قرش الثور ولادة من4 إلى 10 قروش صغيرة. يطول صغار قرش الثور حوالي 80سم (27.6 إنش) عند الولادة، ويأخذهم 10 سنين ليصلوا النضج.

## البيئة
قروش الثور هم من أكبر المفترسين (بالإنجليزية: apex predators)‏، ونادرًا ما يخافون أن يهاجمهم حيوان آخر. الإنسان هو أكبر تهديد لهم. القروش الأكبر منهم، كقرش النمر والقرش الأبيض الكبير، قد يهاجموهم.

## معرض صور

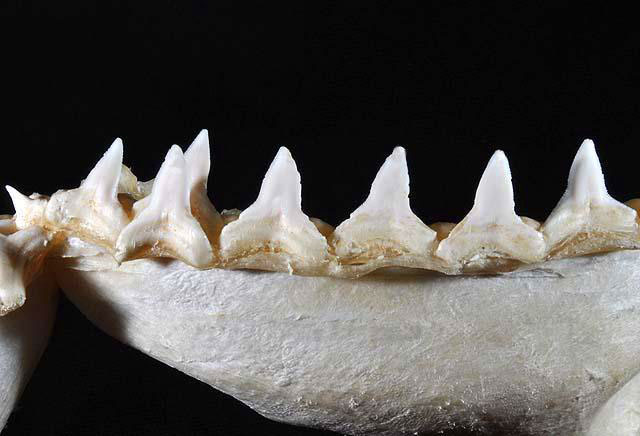
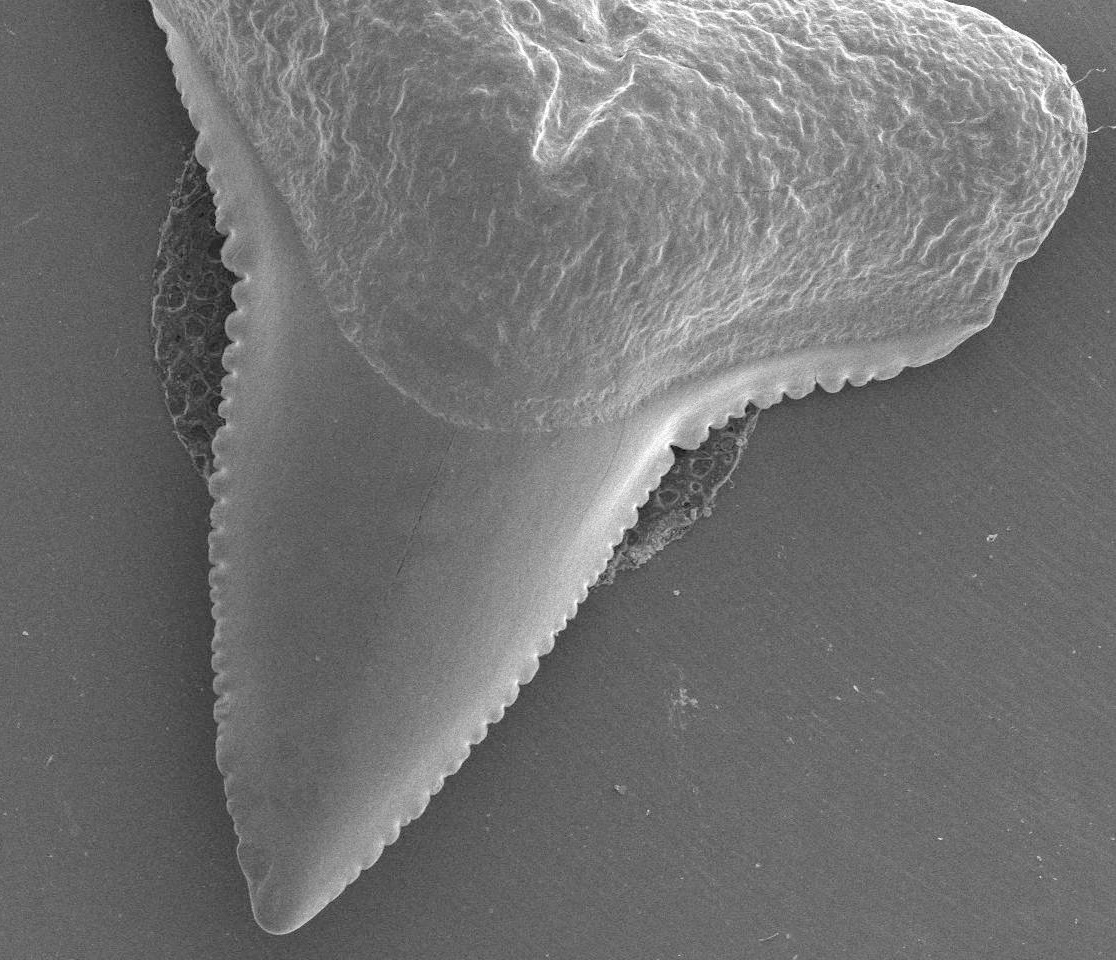
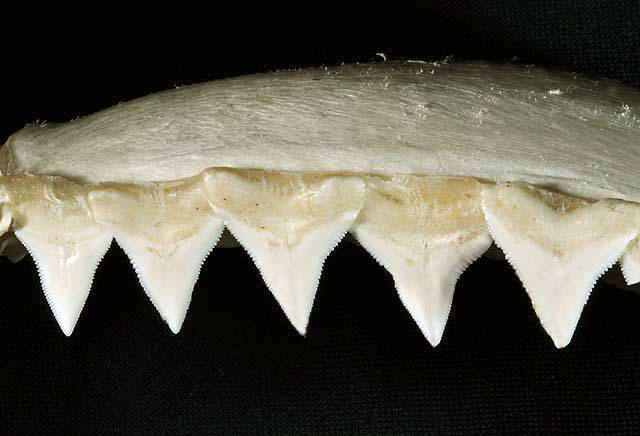